# Pseudolarentia megalaria
Pseudolarentia megalaria là một loài bướm đêm trong họ Geometridae.